# La canzone nostra
La canzone nostra è un singolo del produttore discografico italiano Mace, del cantante italiano Blanco e del rapper italiano Salmo, pubblicato l'8 gennaio 2021 come secondo estratto dall'album in studio di Mace OBE.

## Descrizione
La canzone trae ispirazione dalle musiche del compositore giapponese Hiroshi Yoshimura, che hanno spinto Mace a creare una produzione che si rifacesse alle sonorità ambient degli anni ottanta. A seguito sono stati chiamati il cantante Blanco e il rapper Salmo per completare la linea vocale del singolo, affiancati dalle chitarre e dall'arrangiamento di Venerus.

## Pubblicazione
Anticipata da un post su Instagram di Salmo del 27 dicembre 2020 che riportava la didascalia «8 gennaio», la conferma della pubblicazione del singolo è arrivata il 5 gennaio seguente. La canzone nostra è stata pubblicata in digitale ed è entrata in rotazione radiofonica tre giorni dopo, l'8 gennaio.

## Video musicale
Il video è stato pubblicato l'11 gennaio 2021 attraverso il canale YouTube di Mace. Diretto dagli YouNuts! e girato interamente in bianco e nero, il video ritrae i tre protagonisti del brano mentre danzano sotto la pioggia. Il video è liberamente ispirato ai videoclip dei singoli I'm So Crazy di Par-T-One e Firestarter dei Prodigy.

## Tracce
1. La canzone nostra – 3:57

## Formazione
- Mace – produzione
- Blanco – voce
- Salmo – voce
- Venerus – microbrute, chitarra
- Leslie Sackey – cori
- Andrea Suriani – missaggio, mastering

## Classifiche

### Classifiche settimanali
| Classifica (2021) | Posizione massima |
| ----------------- | ----------------- |
| Italia            | 1                 |

### Classifiche di fine anno
| Classifica (2021) | Posizione |
| ----------------- | --------- |
| Italia            | 5         |
| Classifica (2022) | Posizione |
| Italia            | 72        |